# Louis Bulteau

Trattato dell'usura, 1790 (Milano, Fondazione Mansutti).

Louis Bulteau (Rouen, 1625 - París, 6 de abril de 1693) fue un historiador y traductor francés, religioso benedictino de la congregación de San Mauro.

## Biografía
Nacido en el seno de una familia de la alta nobleza francesa de Ruan, a los 22 años heredó de su tío Louis el oficio, más honorífico que efectivo, de secretario real, que desempeñó hasta 1661 en que lo cedió a su hermano Charles para entrar en religión en la abadía que la congregación de San Mauro tenía en Jumièges, pasando el resto de sus días como hermano lego. 
Instruido en matemáticas, latín, griego, italiano, español y poesía latina y francesa, tradujo al francés algunas obras y compuso un par de tratados sobre la usura, aunque sus obras mejores y más conocidas tratan sobre la historia de las órdenes religiosas, a cuyo estudio se dedicó desde su ingreso en el monasterio: dejó escrita la historia del monacato en la Iglesia oriental desde los tiempos de San Antonio hasta el s. VII, la de la Orden de San Benito hasta el s. X en dos volúmenes que fueron muy estimados en su época, y a semejanza de la de Oriente, la historia del monacato en la Iglesia occidental.

## Obras
1. ↑  Défense des droits de lábbaye royale de S. Germain des Prés, de Robert Quattemaire, Introductio ad sapientiam de Juan Luis Vives y los Diálogos de Gregorio Magno.
2. ↑  Defense des Sentimens de Lactance sur le sujet de l'Usure (París, 1670).
3. ↑  Le faux dépôt, ou Réfutation de quelques erreurs populaires touchant l'usure (Lyon, 1674).
4. ↑  Essai de l'histoire monastique d'Orient (París, 1678).
5. ↑  Abrégé de l'histoire de l'Ordre de Saint-Benoît, vol. I y vol. II (París, 1684).
6. ↑  Histoire de l'ordre monastique (París, 1687).